# Spharagemon
Spharagemon es un género de saltamontes de la subfamilia Oedipodinae, familia Acrididae, y está asignado a la tribu Trimerotropini. Este género se distribuye en Norteamérica.

## Especies
Las siguientes especies pertenecen al género Spharagemon:
- Spharagemon bolli Scudder, 1875
- Spharagemon bunites Otte, 1984
- Spharagemon campestris (McNeill, 1901)
- Spharagemon collare (Scudder, 1872)
- Spharagemon crepitans (Saussure, 1884)
- Spharagemon cristatum Scudder, 1875
- Spharagemon equale (Say, 1825)
- Spharagemon marmorata (Harris, 1841)
- Spharagemon saxatile Morse, 1894